# اسپاتنیک‌میوزیک
اسپاتنیک‌میوزیک (به انگلیسی: Sputnikmusic) یک وبگاه موسیقی است که نقدهای موسیقی و اخبار مربوط به هنرمندان مختلف از سبک‌های مختلف را ارائه می‌دهد.قالب این سایت بگونه ای است که محتوای حرفه‌ای و غیرحرفه‌ای هر دو مشترکاً در وبسایت قرار می‌گیرند و نسبت به سایتهای مشابه مانند پیچفورک مدیا آن را متمایزتر می‌کند. این سایت همهٔ سبک‌های موسیقی را پوشش می‌دهد و زیربخش‌های اختصاصی برای راک، متال، پاپ،ایندی و هیپ هاپ در نظر گرفته‌است. تمرکز کارمندان و بررسی‌کنندگان این سایت اغلب روی هنرمندانی است که جزو هنرمندان باب روز و اصلی نیستند.

## انواع بررسی‌ها
اسپاتنیک‌میوزیک در حال حاضر چهار کلاس مختلف از بررسی را ارائه می‌دهد:
1. Staff Writers که کارکنان سایت هستند که در حال حاضر ۲۸ کارمند دارد که علاوه بر مقاله‌های منتخب؛ بررسی حرفه‌ای را هم انجام می‌دهند که سه نفرشان نقش مدیر و ادمین را نیز در سایت دارند و بررسی‌های این‌ها به عنواان بررسی استاندارد و حرفه‌ای ارائه می‌شود.
2. Emeritus یا کارکنان بازنشسته که در حال حاضر در سایت فعالیت نمی‌کنند ،اما بررسی‌هایی که در گذشته انجام دادند به عنوان بررسی حرفه‌ای واستاندارد در نظر گرفته می‌شود.
3. Users شامل هرکسی که به سطح بالاتر ارتقا نیافته، اما می‌توانند در بررسی‌ها و ویرایش پایگاه‌داده مشترک شود.
4. Contributing Reviewers